# Domen Prevc
Domen Prevc, född 4 juni 1999 i Kranj, är en slovensk backhoppare. Han blev världsmästare i stor backe i Världsmästerskapen i nordisk skidsport 2025. Han tog också guld med det slovenska herrlaget under samma mästerskap. Domen är yngre bror till Peter Prevc och Cene Prevc samt storebror till Nika Prevc.